# Euphrasia transmorrisonensis
Euphrasia transmorrisonensis är en snyltrotsväxtart som beskrevs av Bunzo Hayata. Euphrasia transmorrisonensis ingår i släktet ögontröster, och familjen snyltrotsväxter. Utöver nominatformen finns också underarten E. t. durietziana.